# Relictiphthiria
Relictiphthiria är ett släkte av tvåvingar. Relictiphthiria ingår i familjen svävflugor.
Kladogram enligt Catalogue of Life:
| Relictiphthiria | \| \| Relictiphthiria chihuahuensis \| \| \| \| \| \| Relictiphthiria insularis \| \| \| \| \| \| Relictiphthiria primogenita \| \| \| \| \| \| Relictiphthiria psi \| \| \| \| |
|                 | \| \| Relictiphthiria chihuahuensis \| \| \| \| \| \| Relictiphthiria insularis \| \| \| \| \| \| Relictiphthiria primogenita \| \| \| \| \| \| Relictiphthiria psi \| \| \| \| |
|                 | Relictiphthiria chihuahuensis |
|                 | |
|                 | Relictiphthiria insularis |
|                 | |
|                 | Relictiphthiria primogenita |
|                 | |
|                 | Relictiphthiria psi |
|                 | |